# Chalcomitra fuliginosa
Chalcomitra fuliginosa là một loài chim trong họ Nectariniidae. Loài này phân bố ở được tìm thấy ở Liberia cũng như hạ lưu sông Congo và các khu vực ven biển phía tây và miền trung châu Phi tới miền trung Angola.